# Piloto acrobático
Un piloto acrobático es aquella persona que pilota aviones acrobáticos, realizando maniobras de acrobacia aérea en una exhibición de vuelo, festivales aéreos o competiciones acrobáticas.

## Formación

### Europa
La normativa JAR FCL actual sobre licencias de pilotos de avión emitidas en España de acuerdo con las normas de 1955 y las de 1990 y 1995 no contempla el vuelo acrobático. A partir de 2013 comenzarán a aplicarse las nuevas reglas sobre licencias en la Unión Europea acordadas en los artículos 7 y 8 del Reglamento 216/2008 del Parlamento Europeo y del Consejo de 20 de febrero de 2008. Estas nuevas reglas en la Unión Europea sobre licencias contendrán unas nuevas habilitaciones de vuelo acrobático, "Aerobatic rating" dentro de la nueva licencia europea Light Aircraft License que serán aplicables en toda Europa a partir de 8 de abril de 2015.

### España
En cuanto a los pilotos, actualmente para poder competir no es necesario ninguna licencia, pero para poder realizar un curso de posiciones anormales es necesario estar en disposición de una licencia de piloto privado. En cuanto a los instructores de vuelo acrobático en 2011, la RFAE estableció una nueva normativa de escuelas e instructores de vuelo acrobático.

En España existen actualmente tres clubes que imparten cursos de piloto acrobáticos o de posiciones anormales.
- La sección de vuelo acrobático (Acrobatic Club) del Aero Club Barcelona-Sabadell (Sabadell)
- Club Acrobático Andaluz (Granada)
- La Escuela Avanzada de Pilotos (EAP) del Real Aero Club de España (Ocaña)